# Bettet
Bettet is een bestuurslaag in het regentschap Pamekasan van de provincie Oost-Java, Indonesië. Bettet telt 5247 inwoners (volkstelling 2010).